# Вілла Вартхольц
Вілла Вартольц або Замок Вартольц — колишня імператорська вілла в Райхенау-ан-дер-Ракс у Нижній Австрії.

## Історія
Вілла Вартольц була спроектована Генріхом фон Ферстелем в історичному стилі у 1870–1872 роках для ерцгерцога Австрії Карла Людвіга. Будівля, схожа на замок з вежами, призначалася для рекреаційних цілей, а не для військових потреб. Вілла була спроектована з видом на долину. Карл Людвіг проводив так багато часу в цій місцевості, що зарезервував це місце лише для полювання імператорського двору. Вілла була побудована поруч з його будинком Karl-Ludwig-Haus на Раксі.
Ця місцевість навколо Райхенау була популярною туристичною зоною для аристократичного суспільства з часів будівництва Південної залізниці. Члени імператорської родини та інші представники знаті, митці та науковці зустрічалися на віллі Вартольц. Поруч згодом виник ще один палац — замок Ротшильдів.
Віллою також користувалися австрійський імператор Карл І та імператриця Зіта. Їхній син, Отто фон Габсбург (1912–2011), народився на віллі Вартольц. Його хрещення і перше причастя відбулося в каплиці, яка знаходилася на території вілли. 17 серпня 1917 року імператор Карл провів церемонію, на якій вручив Військовий орден Марії Терезії 24 офіцерам, серед яких були Герман Кевесс фон Кевессаза, Віктор фон Данкль, Артур Арц фон Штрауссенбург, Йоганн Хаас фон Хаагенфельс, Венцель фон Вурм, Каваллар і Готтфрід фон Банфілд.
За законом Габсбургів вілла Вартольц належала австрійській державі. Габсбурги претендували на приватну власність, і протягом багатьох років це було предметом суперечок щодо того, чи будуть вони відновлені як власники. У 1973 році уряд продав особняк землі Нижня Австрія. Згодом, у 1982 році, його знову продали, і зараз він перебуває у приватній власності.